# Tibouchina villosissima
Tibouchina villosissima är en tvåhjärtbladig växtart som först beskrevs av Carl Friedrich Philipp von Martius och José Jéronimo Triana, och fick sitt nu gällande namn av Célestin Alfred Cogniaux. Tibouchina villosissima ingår i släktet Tibouchina och familjen Melastomataceae. Inga underarter finns listade i Catalogue of Life.